# Tellina coani
Tellina coani är en musselart som beskrevs av Keen 1971. Tellina coani ingår i släktet Tellina och familjen Tellinidae. Inga underarter finns listade i Catalogue of Life.